# ボブ・ダンドリッジ
ボブ・ダンドリッジ (Robert L. Dandridge Jr., 1947年11月15日 - ) はアメリカ男子プロバスケットボールリーグNBAで活躍した元バスケットボール選手。バージニア州、リッチモンド出身。1970年代を代表するスモールフォワードであり、ミルウォーキー・バックスとワシントン・ブレッツの優勝に貢献した。

## 経歴

### ミルウォーキー・バックス
1969年のNBAドラフトはUCLA出身のカリーム・アブドゥル＝ジャバーに話題が集中し、ジャバーは全体1位指名を受けてミルウォーキー・バックスに入団したが、同時に4巡目全体45位という低い評価でバックスから指名を受けたのがボブ・ダンドリッジことロバート・L・ダンドリッジ・ジュニアだった。ダンドリッジは大学4年目のシーズンには平均32.0得点をあげるスコアラーとして活躍していたが、ノーフォーク州立大学という無名校出身だったため、多くのスカウトにはノーマークだった（なお、ABAのケンタッキー・カーネルズからも指名を受けている）。
バックスにとっては思わぬ拾い物だった。ダンドリッジはルーキーイヤーから即戦力として活躍し、13.2得点7.7リバウンドを記録してジャバーと共にオールルーキー1stチームに選出された。翌1970-71シーズン、バックスに大物PGのオスカー・ロバートソンが加入。ジャバーにロバートソンとその名を歴史に残す名選手に囲まれたため、ダンドリッジは彼らの影に隠れる存在ではあったが、このシーズンはチーム3番目となる平均18.4得点、チーム2番目となる8.0リバウンドをあげ、また好ディフェンダーでもあったダンドリッジはエースストッパー役もこなすなど、オールラウンドな働きでチームに貢献するようになった。充実した陣容となったバックスはこのシーズン、当時のNBA記録となる20連勝を達成し、プレーオフも圧倒的な強さで勝ち抜いて優勝を果たした。ダンドリッジは入団2年目にして早くも1個目のチャンピオンリングを手に入れた。
以後もダンドリッジはチームの有力な得点源、リバウンダー、ディフェンダーとして活躍し、毎シーズン20得点7リバウンド3アシスト前後の安定した数字を残した。1972-73シーズンには20.2得点8.8リバウンドをあげてオールスターに初出場を果たし、1975-76シーズンにはキャリアハイとなる平均21.5得点をあげている。バックスも1970年代前半を代表する強豪チームとして君臨するが、しかし優勝からは遠ざかり、ロバートソンは引退、ジャバーは移籍するなど、次第にチャンピオンチームは解体されていった。そしてダンドリッジは1977年にフリーエージェントとなり、ワシントン・ブレッツに移籍した。

### ワシントン・ブレッツ
エルヴィン・ヘイズにウェス・アンセルドといった当時を代表する名選手2人を擁しながらも優勝に手が届かない日々が続いたブレッツだったが、ダンドリッジの加入でついに最後のピースが埋まった。ヘイズ、アンセルド、そしてダンドリッジと強力なフロントラインが完成したブレッツは、レギュラーシーズンこそ44勝38敗と平凡な数字に終わったが、プレーオフでは順調に勝ち抜いて、カンファレンス決勝でフィラデルフィア・76ersと対決。このシリーズでダンドリッジは76ersの大エース、ジュリアス・アービングを好ディフェンスで封じ込め、ブレッツのファイナル進出に大きく貢献した。ファイナルではシアトル・スーパーソニックスと激戦を繰り広げ、第7戦までもつれた末にソニックスを降し、チーム史上初の優勝を果たした。ダンドリッジは第2戦で34得点をあげるなど、ファイナルの大舞台でもチームの勝利に大きく貢献し、そして第7戦ではブレッツの優勝を決定付けるダンクを決め、ダンドリッジにとっては7年ぶりとなる優勝を自ら祝った。
ダンドリッジは1978-79シーズンにキャリアの絶頂期を迎え、このシーズンは20.4得点5.7リバウンド4.7アシストをあげ、オールNBA2ndチームとオールディフェンシブ1stチームに初選出された。
ブレッツでは1980-81シーズンまでプレイし、ラストシーズンは古巣バックスで過ごした。NBA通算成績は13シーズン839試合の出場で、11,530得点5,715リバウンド2,846アシスト、平均18.5得点6.8リバウンド3.4アシストだった。

## 業績
- NBAファイナル制覇：1971年, 1978年
- NBAオールスターゲーム出場：1973年, 1975年, 1976年, 1979年
- オールNBA2ndチーム：1979年
- オールディフェンシブ1stチーム：1979年

## 個人成績
| †    | NBAチャンピオン |
| 太字 | キャリアハイ    |

### レギュラーシーズン
| Season   | Team     | GP  | MPG  | FG%  | 3P%  | FT%  | RPG | APG | SPG | BPG | PPG  |
| -------- | -------- | --- | ---- | ---- | ---- | ---- | --- | --- | --- | --- | ---- |
| 1969–70  | MIL      | 81  | 30.4 | .485 | –    | .754 | 7.7 | 3.6 | –   | –   | 13.2 |
| 1970–71† | MIL      | 79  | 36.2 | .509 | –    | .702 | 8.0 | 3.5 | –   | –   | 18.4 |
| 1971–72  | MIL      | 80  | 37.0 | .498 | –    | .739 | 7.7 | 3.1 | –   | –   | 18.4 |
| 1972–73  | MIL      | 73  | 39.1 | .472 | –    | .789 | 8.2 | 2.8 | –   | –   | 20.2 |
| 1973–74  | MIL      | 71  | 35.5 | .503 | –    | .818 | 6.7 | 2.8 | 1.6 | .6  | 18.9 |
| 1974–75  | MIL      | 80  | 37.9 | .473 | –    | .805 | 6.9 | 3.0 | 1.5 | .6  | 19.9 |
| 1975–76  | MIL      | 73  | 37.5 | .502 | –    | .824 | 7.4 | 2.8 | 1.5 | .5  | 21.5 |
| 1976–77  | MIL      | 70  | 35.7 | .467 | –    | .771 | 6.3 | 3.8 | 1.4 | .4  | 20.8 |
| 1977–78† | WSB      | 75  | 37.0 | .471 | –    | .788 | 5.9 | 3.8 | 1.3 | .6  | 19.3 |
| 1978–79  | WSB      | 78  | 33.7 | .499 | –    | .825 | 5.7 | 4.7 | .9  | .7  | 20.4 |
| 1979–80  | WSB      | 45  | 32.4 | .451 | .182 | .809 | 5.5 | 4.0 | .6  | .8  | 17.4 |
| 1980–81  | WSB      | 23  | 23.7 | .426 | .000 | .718 | 3.6 | 2.6 | .7  | .4  | 10.0 |
| 1981–82  | MIL      | 11  | 15.8 | .382 | –    | .588 | 1.5 | 1.2 | .5  | .2  | 4.7  |
| Career   | Career   | 839 | 35.2 | .484 | .167 | .780 | 6.8 | 3.4 | 1.3 | .6  | 18.5 |
| All-Star | All-Star | 4   | 18.5 | .480 | –    | .667 | 3.5 | .5  | 1.3 | .0  | 6.5  |

### プレーオフ
| Year   | Team   | GP | MPG  | FG%  | FT%  | RPG | APG | SPG | BPG | PPG  |
| ------ | ------ | -- | ---- | ---- | ---- | --- | --- | --- | --- | ---- |
| 1970   | MIL    | 10 | 39.9 | .507 | .655 | 8.7 | 5.7 | –   | –   | 16.3 |
| 1971†  | MIL    | 14 | 38.2 | .463 | .782 | 9.6 | 3.4 | –   | –   | 19.2 |
| 1972   | MIL    | 11 | 40.1 | .495 | .740 | 8.8 | 1.9 | –   | –   | 21.5 |
| 1973   | MIL    | 6  | 34.0 | .421 | .704 | 4.7 | 1.2 | –   | –   | 13.8 |
| 1974   | MIL    | 16 | 40.5 | .493 | .766 | 7.6 | 2.8 | 1.4 | .6  | 19.3 |
| 1976   | MIL    | 3  | 40.7 | .490 | .900 | 7.7 | 2.7 | 1.0 | .0  | 22.0 |
| 1978†  | WSB    | 19 | 39.3 | .479 | .690 | 6.5 | 3.9 | 1.6 | .7  | 21.2 |
| 1979   | WSB    | 19 | 41.4 | .473 | .827 | 7.4 | 5.5 | .7  | .8  | 23.1 |
| Career | Career | 98 | 39.6 | .480 | .761 | 7.7 | 3.7 | 1.2 | .7  | 20.1 |